# Endrosa catherinei
Endrosa catherinei là một loài bướm đêm thuộc phân họ Arctiinae, họ Erebidae.